# 23858 Ambrosesoehn
23858 Ambrosesoehn è un asteroide della fascia principale. Scoperto nel 1998, presenta un'orbita caratterizzata da un semiasse maggiore pari a 2,7254945 UA e da un'eccentricità di 0,0334693, inclinata di 5,67081° rispetto all'eclittica.